# Jeff Winter

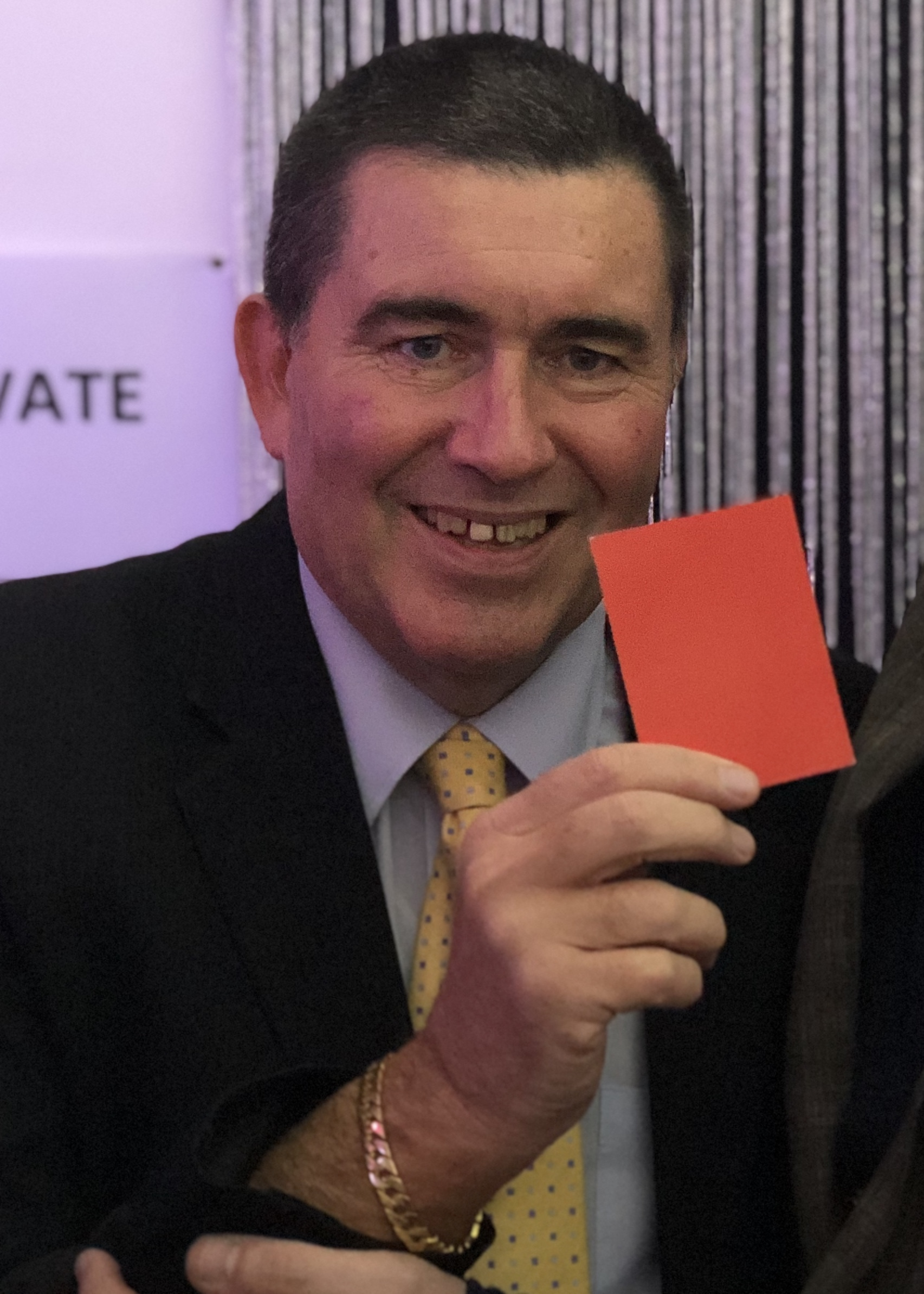
Jeff Winter (2020)

Jeff Winter (* 18. April 1955) ist ein ehemaliger englischer Fußballschiedsrichter.

## Sportlicher Werdegang
Winter leitete zunächst Spiele in den Spielklassen der Football League, ehe er 1995 in den Kreis der Schiedsrichter der Premier League aufstieg. Bis zum altersbedingten Karriereende 2004 gehörte er zu den regelmäßig in der höchsten Spielklasse eingesetzten Spielleitern, schaffte aber nicht den Sprung auf die FIFA-Schiedsrichterliste für Länderspiele. Im Wettbewerb um den FA Cup 2003/04 pfiff er das Finalspiel zwischen Manchester United und dem FC Millwall, in dem ManU durch einen 3:0-Erfolg im Millennium Stadium in Cardiff den elften Pokalsieg der Vereinsgeschichte holte.
Nach dem Karriereende kam Winter als Unparteiischer der Football Association in der Veteranenhallenliga Masters Football zum Einsatz, zudem war er Schiedsrichterexperte in Radio und Fernsehen. Zeitweise verfasste er auch eine regelmäßige Kolumne, die er auf einer privaten Homepage veröffentlichte. 2006 veröffentlichte er eine Autobiografie.